# Heinrich zu Dohna-Schlobitten
Heinrich zu Dohna-Schlobitten est un Generalmajor allemand de la Seconde Guerre mondiale, né le 15 octobre 1882 à Waldburg, près de Königsberg (en province de Prusse-Orientale) et mort exécuté le 14 septembre 1944 à Berlin-Plötzensee. Résistant au nazisme, il a fait partie des conjurés du complot du 20 juillet 1944 destiné à renverser le régime hitlérien.

## Biographie
Heinrich zu Dohna-Schlobitten est le fils d’Eberhard comte de Dohna-Schlobitten et d’Elisabeth comtesse de Kanitz (de).
Il entre jeune dans l'armée et obtient son Abitur en 1901 en tant que Fahnenjunker. Pendant la Première Guerre mondiale, il est officier de l'état-major. En 1919, il est libéré puis devient le chef d'état-major de la Baltische Landeswehr. À l'issue du traité de Versailles en juillet 1919, sa carrière militaire prend fin. Il se consacre à son domaine agricole à Tolksdorf (de), en province de Prusse-Orientale. En 1920, il épouse Maria-Agnes von Borcke (de) (1895-1983).
Après le déclenchement de la Seconde Guerre mondiale en septembre 1939, Dohna-Schlobitten réintègre l’armée en tant qu’officier d'état-major du district militaire I (Könisberg). Il est ensuite affecté dans l'état-major de corps d'armée qui se trouvent en France, en Norvège et en Finlande. Il est ensuite Generalmajor, chef du Stellvertretendes Generalkommando (« commandement général adjoint ») dans la ville de Dantzig avant de quitter la Wehrmacht à sa demande, en 1943.
Membre de l'Église confessante, Dohna-Schlobitten reste en contact avec Peter Yorck von Wartenburg et s'implique dans le cercle de Kreisau de Helmuth James von Moltke, groupe de résistants au nazisme. Au moment de l’attentat du 20 juillet 1944, il fait office de représentant politique dans le district militaire I.
Le lendemain de l'attentat raté, le Generalmajor à la retraite est arrêté. Il est condamné à mort le 14 septembre 1944 par le Volksgerichtshof présidé par Roland Freisler et exécuté le jour même avec l'abbé Wehrle, les comtes Michael von Matuschka et Nikolaus von Üxküll-Gyllenband.